# Octolepis casearia
Octolepis casearia är en tibastväxtart som beskrevs av Oliver. Octolepis casearia ingår i släktet Octolepis och familjen tibastväxter. Utöver nominatformen finns också underarten O. c. flamignii.